# ساروشن
ساروشن (ارمنی: Սարուշեն; به لاتین: Dağyürd) یک منطقهٔ مسکونی در جمهوری آرتساخ است که در استان آسکران واقع شده‌است.

## نگارخانه

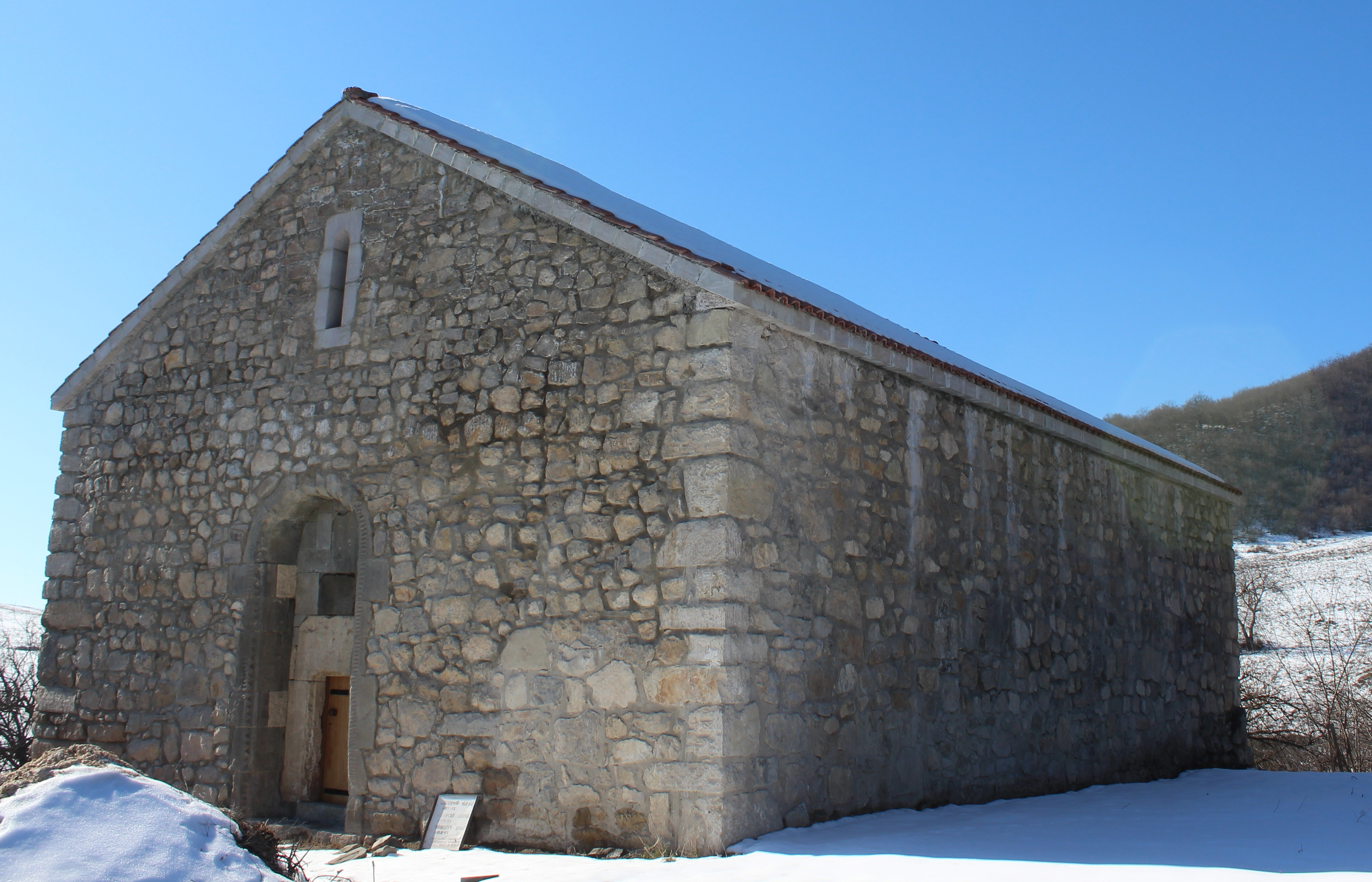
کلیسا